# Patriot Movement

Betsy-Ross-Flagge

Das Patriot Movement ist eine Sammelbewegung der radikalen Rechten in den USA.
Zum Patriot Movement werden parteipolitisch unabhängige Neokonservative, nationalistische Bewegungen, das Sovereign Citizen Movement (vergleichbar mit deutschen „Selbstverwaltern“), Steuerverweigerer und, als bekannteste Gruppe, rechtsextreme Militia-Gruppen gezählt.

## Entwicklung

### Posse Comitatus ab den 70er Jahren
Spencer Sunshine sieht den Ursprung des »Patriot Movement« in einer Gruppe aus den 1970er Jahren. Die »Posse Comitatus« (lat. »Macht des Landes«), PC wurde vom rassistischen und antisemitischen Aktivisten William Potter Gale gegründet, berief sich auf die Sozialstruktur der ländlichen vereinigten Staaten und hatte zu seinen Höchstzeiten rund 50.000 Anhänger. Gale wollte eine Politik der weißen Vorherrschaft und des Antisemitismus entwickeln, die sich jedoch von Neonazis und autoritären, europäischen Ansätzen unterscheidet. Er forderte eine Dezentralisierung und berief sich auf das liberale US-System des 19. Jahrhunderts. Ein Kernstück dessen war der County Sheriff, der entscheiden solle, welche Gesetze verfassungskonform seien, um so die zu dieser Zeit verabschiedeten Bundesgesetze zu Bürgerrechten und Umweltschutz zu umgehen. Außerdem lehnte Gale alle Änderungen der 1791 verabschiedeten »Bill of rights« und damit die Staatsbürgerschaft für Afro-Amerikaner und das Frauenwahlrecht ab. Er wollte paramilitärische Milizen bilden und Sondergerichte einführen, die mit PC-Sympathisanten besetzt werden sollten, um Beamte wegen Verrats anzuklagen; das einzige Strafmaß, das diese Sondergerichte für den Fall einer Verurteilung festlegten, war Mord oder Entführung.
Diese krude Auslegung der US-Verfassung wurde später vom »Sovereign citizen movement« (»Bewegung souveräner Bürger«), das auch »Freemen on the Land«-Bewegung genannt wird übernommen. Einige Grundannahmen sind ähnlich wie die der bundesdeutschen „Selbstverwalter“, die ebenfalls die geltende Rechtsordnung nicht anerkennen. Der Zuspruch der Bewegung nahm Ende der 1970er Jahre ab, doch mit der Krise der US-Landwirtschaft und Zwangsenteignungen kleiner Agrarbetriebe im Mittleren Westen in den 1980er Jahren kam es zur Wiederbelebung der Bewegung. So konnte auch die PC neue Anhänger rekrutieren; unter anderem kursierte die Behauptung, eine internationale Verschwörung jüdischer Banker stecke hinter den Enteignungen in den USA.
In den frühen 1990ern hoffte die Bewegung auf einen Wachstumsschub, bedingt durch die Konfrontationen zwischen separatistischen Gruppen und den Bundesbehörden in Ruby Ridge und Waco (Davidianersekte). Die Stürmung der Davidianersekte wurde als Angriff der Regierung auf unliebsame, freiheitsliebende Amerikaner umgedeutet und in Videos entsprechend dargestellt. Das 1995 Oklahoma City Bombing wurde von den Patriot-Movement-Mitgliedern Timothy McVeigh und Terry Nichols verübt. Mitte der 1990er Jahre war die Bewegung am stärksten aktiv und erreichte 1996 mit rund 800 Gruppen US-weit ihren bisherigen Höhepunkt.
William L. Pierce, der Autor der Turner Diaries und Gründer der National Alliance, ermutigte seine Anhänger 1995, sich in der Militia-Bewegung zu engagieren und die Gedanken der rechtsextremen Organisation dort zu verbreiten.

### Die Vierte Welle
Die Bewegung war um die Jahrtausendwende fast verschwunden. Seit 2008 verzeichnet die Bewegung durch eine sich wandelnde Demographie in den USA, vermehrte Immigration, die Finanzkrise ab 2007 und die Wahl von Barack Obama als erstem afro-amerikanischen Präsidenten wieder Aufwind. Politikwissenschaftler verwiesen immer wieder darauf, dass rechte Bewegungen in den USA in Zeiten liberaler Regierungen erstarken. Dies zeiget sich nach der Wahl von Barack Obama zum Präsidenten als die PM zu neuem Leben erwachte. Zwar wurden neue politische Formen entwickelt und Islamfeindlichkeit war nun zu einem zentralen Thema geworden, aber die von Gale in den 70er Jahren entwickelten Ideen genossen weiterhin hohe Popularität. Diese „vierte Welle“ wurde hauptsächlich von fünf Gruppen getragen: Die 2009 gegründeten »Oath Keepers« (»Bewahrer des Eides«) schwören, »die Verfassung zu verteidigen« und behauptete, 40.000 Mitglieder zu haben, die sich hauptsächlich aus Mitarbeitern und Ehemaligen von Polizei, Militär und Sanitätsdienst zusammensetzen. Beobachter hingegen halten eine Zahl von 2.000 Mitgliedern für realistisch.
Des Weiteren tauchten die vom ehemaligen County Sheriff Richard Mack gegründete »Constitutional Sheriffs and Peace Officers Association« (»Vereinigung verfassungstreuer Sheriffs und Friedenspolizisten«, CSPOA) auf. Mack sitzt zudem im Vorstand der »Oath Keepers« und tritt wie Gale dafür ein, dass Polizisten der Bundesstaaten föderale US-Gesetze nicht umsetzen müssen.
Weiter zurück in die US-Geschichte greifen die »Three Percenters« (»Drei Prozent«). Der Ihr Name bezieht sich auf die mythische Zahl der amerikanischen Kolonialisten, die während der amerikanischen Revolution gegen die Briten zu den Waffen gegriffen haben. Die Gruppe wurde 2008 von Mike Vanderboegh in Form etlicher dezentraler Milizen mitbegründet. Ziel war es so eine Unterwanderung durch die Strafverfolgungsbehörden zu umgehen. Ideologisch stehen die »Three Percenters« den »Oath Keepers« nahe, sind jedoch stärker Islamfeindlich eingestellt.
Die wiedererstarkte »Sovereign Citizens« (»Souveräne Bürger«) Bewegung wird auf rund 100.000 Anhänger und doppelt so viele Sympathisanten geschätzt. Auch sie schließen sich an die Rechtsauslegung von Gale an, gehen aber weiter und betrachten die USA in ihrer jetzigen Form als illegal. Nach ihrem Weltbild soll zwar der föderale Charakter der USA erhalten bleiben, Kongress und Präsident weiterhin die Grundrechte garantieren und das Militär kontrollieren, aber die Entscheidung über die Umsetzung von Gesetzen solle durch lokale Regierungen geschehen. Im Handeln der »Sovereign Citizens« zeigen sich Parallelen zu den deutschen »Reichsbürgern«: die »Sovereign Citizens« verweigern den Behörden bei jeder Möglichkeit ihre Kooperation und kommen häufig mit dem Gesetz in Konflikt. Schießereien mit Todesopfern sind teilweise die Folge.
Für das Jahr 2011 dokumentierte das Southern Poverty Law Center 1.274 anti-government groups, von denen 334 Militias waren.

## Milizen
Milizen haben in den USA eine lange Tradition. Zunächst bildeten sie sich, um Farmer gegen Native Americans zu verteidigen. Die Verfassungsväter sahen in stehenden Heeren, wie sie in Europa üblich waren, die große Gefahr, dass sich die Armee gegen das eigene Volk wendete. Im Second Amendment der amerikanischen Verfassung nahmen sie die Begrifflichkeit einer well regulated milita auf. Dies führte zum Aufbau der föderal organisierten US-Nationalgarde und der Staatsgarde der Staaten.
Unabhängig davon bildeten sich in den 1990er Jahren aus bewaffneten Zivilisten zahlreiche Milizen. Die Milizbewegung in den Vereinigten Staaten ist stark mit der Sammlungsbewegung des Patriot Movement verbunden. Die Militias gründen sich meist auf die gleiche regierungskritische bis regierungsfeindliche Haltung und stellen die Legitimität und Verfassungstreue der Bundesbehörden in Frage.

## Programmatik
Die gemeinsame ideologische Grundlagen des Patriot Movement sind Verschwörungs-Erzählungen gegen die gewählte Staatsgewalt und die Bundesregierung der Vereinigten Staaten. Die Anti-Defamation League (ADL) beschreibt als eine gängige Grundannahme der Bewegung, die US-Regierung sei „infiltriert und untergraben“ und deshalb nicht länger legitimiert. In einigen Grundargumentationen gleicht die Bewegung den Deutschen Reichsbürgern.
Die Ideologie des Patriot Movement ist nicht einheitlich. Alle Mitglieder haben als gemeinsamen Nenner eine kritische bis grundsätzlich ablehnende Haltung gegenüber staatlichen Institutionen und der Regierung der USA. In den meisten Fällen sehen sie diese als zu „liberal“ an. Einige Beobachter sprechen bei dem Patriot Movement von „paleo-conservatism“.
Die erstarkte Tea-Party-Bewegung vertritt ähnliche erzkonservative Haltungen wie das Patriot Movement. Meist werden auch die Ansichten von christlichen Neofundamentalisten geteilt. Sie vertrete eine staatsfeindliche Form der agrarutopischen Ideologie Thomas Jeffersons, schreibt Michael Hochgeschwender.
Die Bewegung ist stark von einer „Survivalist“-Rhetorik assoziiert und beeinflusst. Sie erwartet einen sozialen und wirtschaftlichen Zusammenbruch der USA schon in naher Zukunft und unterfüttert das Szenario mit Verschwörungstheorien, Angst vor Waffenkontrolle und vor internationalen Institutionen wie den Vereinten Nationen, Freimaurern, des heiligen Stuhls und den einflussreichen Stiftungen von gewissen Milliardären, sowie vor den von diesen finanzierten Nichtregierungsorganisationen (Stichwort „Great Reset“).
Enge Verbindungen gibt es zu Nationalisten und anderen Rechtsradikalen. Teilweise trat dies aber in den Hintergrund, und in der Hochphase der Bewegung Mitte der 1990er Jahre gab es vereinzelt Militia-Gruppen mit schwarzen Amerikanern. Auch christliche Zionismus, welcher den Staat Israel zum Teil als Bollwerk gegen einen kommenden „globalen Jihad“ sieht und Mitglieder der Jewish Defense League finden hier Anschluss.
Die Bewegung verwendet die Betsy-Ross-Flagge, die einer umstrittenen Überlieferung nach die erste US-Flagge gewesen sein soll, um damit das Festhalten an ihrer Ansicht nach „ur-amerikanischen Werten“ zu zeigen.

### Christlicher Fundamentalismus
Radikale Ablehnung von jeglicher Form von Sozialismus (insbesondere Kommunismus und linksliberale „Wokeness“) und das Eintreten für wortgetreue, biblische Werte nach evangelikaler Auslegung sind in der fundamentalistischen Bewegung vorherrschend. So werden beispielsweise Abtreibungen und Sonderrechte für LGBT strikt abgelehnt. Um diese Einstellung auszudrücken, ist auf Versammlungen auch immer wieder vereinzelt die Christliche Flagge in Gebrauch.

### Verschwörungstheorien
Ein wesentlicher Teil des ideologischen Hintergrundes der Bewegung speist sich aus teilweise sehr kruden Verschwörungstheorien. Ziel der Zentralregierung in Washington ist es demnach fast immer, die Selbstbestimmung der Bürger abzuschaffen und die USA „zu verraten“.
In der Agenda 21 sind die nicht verbindlichen UN-Nachhaltigkeitsziele seit Rio 92 festgelegt. Der Umsetzungsplan für die USA trägt den Titel „Natural resource aspects of sustainable development in the United States of America“ und beleuchtet verschiedene Aspekte von Naturnutzung und Umweltschutz (Wasser, Wald, Landnutzung, Fischerei u. a.) in den USA. Nach einer Verschwörungstheorie der Rechten in den USA steht dahinter eine sozialistische Weltverschwörung, die mit der Etablierung kleiner lokaler Schutzgebiete beginnen soll. Ziel sei es, so die privaten Ländereien der weißen Farmer zu übernehmen und sie in die Städte abzudrängen. In besonders kruden Auswüchsen wird befürchtet, dass die Regierung in den Städten rechte Farmer separieren will, ihnen den Waffenbesitz verbieten und sie schließlich in städtischen Konzentrationslagern internieren will, um dann der UNO (oder wahlweise der Volksrepublik China) den Einmarsch in die USA zu ermöglichen. Eine neue Weltordnung („New World Order“), möglicherweise durch eine Machtergreifung der UNO, wird häufig befürchtet.
Weitere verbreitete Theorien sind, dass die Regierung in das Oklahoma City Bombing selbst verstrickt war, wie auch in die Ermordung von John F. Kennedy. Diverse Theorien zu den Hintergründen von 9/11 werden von Vertretern der Bewegung verbreitet sowie zum Amoklauf an der Sandy Hook Elementary School 2012.

### Landnutzungs-Konflikte und Land-Stadt-Gefälle
Laut Washington Times gehören dem Bund über 50 Prozent der Landfläche im Westen der USA, von der US-Gesamtfläche verwaltet der Bund 27,6 Prozent des Territorialgebietes der USA. Dies geht zurück auf die Verfassung der Vereinigten Staaten, in der in Artikel 4, Absatz 4 dem Kongress die Möglichkeit zur „Staatsjagd“ auf all jenem Land eingeräumt wird, das in niemand anderes Privatbesitz ist. Aus diesem Gedanken heraus geht nach dem „Enable act“ ungenutztes Land, für das es keine Besitzurkunde gibt, in die Verwaltung des Bundes über. Der Bund hat die Aufgabe, das Land für die amerikanische Allgemeinheit zur besten Nutzung zu gebrauchen. Praktisch sind die meisten Gebiete in der Verwaltung des US Bureau of Land Management und teilweise vom US Fishery and Wildlife Service gemanagt, der die Gebiete der Öffentlichkeit zugänglich macht. 84,9 Prozent des Bundesstaats Nevada sind Staatsland; in Oregon sind es 52,9 Prozent.
Viele Ranger nutzen das öffentliche Land zum Beispiel zur Viehzucht und schließen dazu Verträge mit Bundesbehörden ab. Häufig kommt es zu Konflikten, wenn gewohnheitsrechtliche Nutzungen von Bundesbehörden einseitig aufgekündigt werden.
Die dem Patriot Movement anhängenden Bauern sehen den Kongress und die Bundesregierung nicht als ihre legitime Vertretung an und damit auch die Bundesbehörden nicht als legitime Exekutive. Sie fordern, dass das öffentliche Land den Bürgern zur Verfügung gestellt wird, und meinen damit eine Nichtregulierung durch den Bund. Naturschützer und naturinteressierte Bürger sehen darin eine De-facto-Privatisierung des Landes.
Im Zuge der Besetzung eines Bundesgebäudes im Malheur-Naturpark in Oregon im Januar 2016 durch eine Gruppe namens „Citizens for Constitutional Freedom“ wurde nochmals deutlich, dass das Patriot Movement sich auch entlang des Stadt-Land-Gefälles in den USA konstituiert. Während in den Städten eine multikulturelle Gesellschaft teilweise Realität ist, fühlen sich die weißen Farmer im Mittleren Westen und anderen ländlichen Teilen der USA „abgehängt“. John Freemuth von der Boise State University in Idaho sagte der Washington Post 2016, die „Westerners“ hätten oft den Eindruck, dass ihre Werte und Anliegen den „Stadtmenschen“ egal seien.

## Gruppen und Personen
Bekannte Persönlichkeiten
- Mark Koernke ist seit den frühen 1990er Jahren einer der effektivsten Propagandisten des Patriot Movement. Er wurde aus einer Kombination von Kurzwellenradio-Sendungen, weit verbreiteten Videotapes und Vorträgen bekannt. Rhetorisch geschult, verbreitet er seine Verschwörungstheorien von der „New World Order“, der Übernahme der USA durch die UNO und dem notwendigen Widerstand gegen die Regierungsbehörden.[11][12]
- Robert G. Millar war ein kanadischer Immigrant und ehemaliger Mennonit, der 1973 ein Gelände in den Bergen von Ost-Oklahoma kaufte und dort „Elohim City“ gründete. Anhänger der „Christian-Identity-Bewegung“ leben in der Siedlung. Vier Mitglieder der „Aryan Republican Army“, die in den 1990er Jahren Banken überfielen, lebten in Elohim City. Auch Timothy McVeigh hatte Verbindungen zu „Elohim City“.
- Cliven Bundy ist ein Viehzüchter aus dem Südwesten von Nevada, der seit 1993 im Streit mit Bundesbehörden um die Nutzung von öffentlichem Land für seine Rinderzucht liegt. 2013 kam es zu einem „Standoff“, in dem verbündete Ranger und der USFWS einander gegenüber standen. 2016 besetzten zwei seiner Söhne mit einer bewaffneten Militia-Gruppe das Malheur National Wildlife Refuge.

Gruppen, die in Verbindung mit dem Patriot Movement stehen und öffentlich wurden

Flagge der 3 % United Patriots

- Militia of Montana (MOM) gilt als „Mutter aller Milizen“.[13]
- Americans for Legal Immigration PAC (Angeführt von William Gheen)[14]
- Hutaree, religiös-fanatische Terrorgruppe, die sich auf „Endzeitschlachten“ vorbereiten und Javier Solana für den Antichrist hielt.
- „Oath Keepers“, im März 2009 von dem Politiker Stewart Rhodes in Lexington Massachusetts gegründet. Die Gruppe besteht aus ehemaligen Behördenangehörigen und ehemaligen US-Militärs, die davon überzeugt sind, dass die Regierung verfassungswidrig ist. Die Gruppe hat Chapter in vielen Staaten.[15]
- Die „3 % United Patriots“ wurden 2014 von Mike Morris und Mitch Nerem in Colorado gegründet. Die Gruppe versteht sich als dezentrales US-weites Netzwerk von „Patrioten“ und vermeidet eine sichtbare Führungsstruktur.
- Die Proud Boys als weiße Straßengang gegründet, beruft sich auf rechtsextreme Grundüberzeugungen der Weißen Überlegenheit und unterstützt Donald Trump.

## Bekannte Aktionen
- Am 19. April 1995 verübten die beiden Anhänger des Patriot Movement Timothy McVeigh und Terry Nichols einen der schwersten Terroranschläge in der Geschichte der Vereinigten Staaten. Sie ließen einen mit Sprengstoff beladenen Lastwagen vor dem Alfred P. Murrah Federal Building detonieren. 168 Menschen kamen ums Leben. Das achtstöckige Gebäude war Sitz mehrerer Behörden der Bundesregierung. Im ersten Stock befand sich auch ein Kindergarten.
- Das extremistische Mitglied Scott P. Roeder des Patriot Movement ermordete 2009 den Arzt George Tiller. Tiller setzte sich für das Recht auf Abtreibung ein und nahm diese auch nach der 21. Woche noch vor.
- Nachdem der afroamerikanische Schüler Michael Brown im August 2014 in Ferguson erschossen worden war, kam es zu wochenlangen Unruhen in der Stadt. Die „Oath Keepers“ Militia zog im November 2014 mit einer Gruppe in der Stadt auf und wollte nach eigenen Angaben Gebäude vor Plünderungen schützen sowie die Bevölkerung vor der Polizei. Schließlich forderte die Polizei die Mitglieder der Gruppe auf, ihre Positionen auf Dächern verschiedener Gebäude zu verlassen, und drohte ihnen mit Festnahmen wegen Agierens ohne Genehmigung mit Langwaffen.[16]
- Am 3. Januar 2016 besetzte die bewaffnete Gruppe „Citizens for Constitutional Freedom“ um Ammon Bundy das Naturschutzzentrum des Malheur National Wildlife Refuge (Oregon) aus Protest gegen die Inhaftierung zweier Farmer.

## Publikationen
Filme
- Blood in the face von 1991 gibt einen Einblick in die Gedankenwelt der rechtsradikalen amerikanischen Szene mit einem starken Bezug auf die Christian-Identity-Bewegung.